# سوسکچه‌های نخستین هابروبلوس
سوسکچه‌های نخستین هابروبلوس(نام علمی: Habrobelus) نام یک سرده از زیرخانواده سوسکچه‌های نخستین بلینا است.